# Michal Trávník
Michal Trávník (17 mei 1994) is een Tsjechisch voetballer.
Trávník werkte zijn jeugdopleiding af bij 1. FC Slovácko, waar hij in 2012 doorstroomde naar de eerste ploeg. Hij maakte zijn debuut op 18 maart 2012 toen hij in de 71ste minuut mocht invallen in een wedstrijd tegen SK Dynamo České Budějovice.
Voor het Europees kampioenschap onder 21 in 2015 maakte Trávník deel uit van de Tsjechische selectie.

## Clubstatistieken
| Seizoen    | Club               | Competitie              | Competitie | Competitie | Beker | Beker | Internationaal | Internationaal | Totaal | Totaal |
| Seizoen    | Club               | Competitie              | Wed.       | Dlp.       | Wed.  | Dlp.  | Wed.           | Dlp.           | Wed.   | Dlp.   |
| ---------- | ------------------ | ----------------------- | ---------- | ---------- | ----- | ----- | -------------- | -------------- | ------ | ------ |
| 2011/12    | 1. FC Slovácko     | 1. česká fotbalová liga | 7          | 0          | 0     | 0     | —              | —              | 7      | 0      |
| 2012/13    | 1. FC Slovácko     | 1. česká fotbalová liga | 11         | 0          | 0     | 0     | —              | —              | 11     | 0      |
| 2013/14    | 1. FC Slovácko     | 1. česká fotbalová liga | 13         | 1          | 1     | 0     | —              | —              | 14     | 1      |
| 2014/15    | 1. FC Slovácko     | 1. česká fotbalová liga | 24         | 4          | 3     | 1     | —              | —              | 27     | 5      |
| Clubtotaal | Clubtotaal         | Clubtotaal              | 55         | 5          | 4     | 1     | 0              | 0              | 59     | 6      |
| 2015/16    | FK Baumit Jablonec | 1. česká fotbalová liga | 23         | 0          | 8     | 1     | 3              | 0              | 34     | 1      |
| 2016/17    | FK Baumit Jablonec | 1. česká fotbalová liga | 28         | 2          | 2     | 0     | 0              | 0              | 30     | 2      |
| 2017/18    | FK Baumit Jablonec | 1. česká fotbalová liga | 28         | 2          | 4     | 0     | 0              | 0              | 32     | 2      |
| 2018/19    | FK Baumit Jablonec | 1. česká fotbalová liga | 18         | 8          | 1     | 0     | 6              | 2              | 25     | 10     |
| Clubtotaal | Clubtotaal         | Clubtotaal              | 97         | 12         | 15    | 1     | 9              | 2              | 121    | 15     |

Bijgewerkt op 16 januari 2019